# Be With You (MAXの曲)
「Be With You」（ビー・ウイズ・ユー）はMAXの27枚目のシングルである。2004年6月30日発売。

## 概要
- MAXにとってCCCDでの発売、およびHDCD対応音楽メディアでの発売、avex trax（レーベル）での発売は本作が最後となる。
- 「Be With You」はイギリスの女性アイドルグループ、Atomic Kitten「Be With You」のカバー。スペーシーなハウスナンバーとなっている。
- カップリング曲の「Don't Lose Yourself」はディスコナンバー。
- 後にアナログ盤が発売された。

## 収録曲

### CD
1. Be With You
日本語詞：山本景子 / 作詞・作曲：JEFF LYNNE / 編曲：日高智（GTS）
2. Don't Lose Yourself
作詞：DJ PINE / 作曲・編曲：笹本安詞
3. Be With You (Instrumental)
4. Don't Lose Yourself (Instrumental)

### アナログ盤
SIDE-A
1. Be With You (TURBO's sigma Edit)
エディット：TURBO（GTS）

SIDE-B
1. Be With You (RADIO EDIT)
2. Be With You (Instrumental)

## タイアップ
- "FamilyMart DREAM MATCH"大会イメージソング